# Краш (Француска)
Краш (фр. Crach) насеље је и општина у северозападној Француској у региону Бретања, у департману Морбијан која припада префектури Лорјен.
По подацима из 2011. године у општини је живело 3300 становника, а густина насељености је износила 108,06 становника/km². Општина се простире на површини од 30,54 km². Налази се на средњој надморској висини од 29 метара (максималној 44 m, а минималној 0 m).

## Демографија
| 1962. | 1968. | 1975. | 1982. | 1990. | 1999. | 2011. |
| ----- | ----- | ----- | ----- | ----- | ----- | ----- |
| 1.903 | 1.928 | 2.001 | 2.535 | 2.762 | 3.030 | 3.300 |

График промене броја становника у току последњих година